# 韩生
韩生（前3世纪—前206年），楚汉战争时期人物，陸賈所著《楚漢春秋》及扬雄所著《法言》称他为「蔡生」。
前206年，项羽灭秦之后，韩生劝说项羽道：“关中阻山带河，四塞之地，土地肥沃，可在此建都称霸。”项羽看到秦朝的宫室都已焚烧得非常残破，又想着返回东方的家乡，于是说：“富贵不归故乡，如衣绣夜行，谁知之者！”韩生退下去后说：“人家说楚人沐猴而冠，果然如此！”项羽听到后，马上将韩生煮死。